# Heidelberg Project
Heidelberg Project a été créé en 1980 par Tyree Guyton à Détroit, dans le Michigan. Ce musée à ciel ouvert se situe au Nord-Est de la ville dans un quartier populaire. Face au délaissement de son quartier l’artiste tente de mettre les habitants et le Heidelberg sur le devant de la scène, afin de les faire sortir de leur misère et de leur abandon. Cela s’apparente à une forme d’urbanisme spontané dans une période de crise et d’austérité. Au fil des années, le nombre de maisons réhabilitées en œuvre d’art ainsi que la quantité d’installations se sont multipliées et se situent actuellement sur 27 parcelles; cela malgré certaines actions de contestation tel que la mise à feu de certaines bâtisses. La ville de Détroit devient un champ des possibles, une possible city où il est possible de trouver des cracks (failles) pour redonner vie à la ville. Autrement dit, l’influence des utilisations provisoires mises en place sont présentes afin de changer l’image d’un lieu et pour relancer un dynamisme social, culturel et économique.

## Contexte
Le quartier où se situe Heidelberg Project se trouve aux abords directs du centre-ville de Détroit. Quatre kilomètres séparent les tours du downtown aux maisons décorées artistiquement dans un secteur résidentiel au Nord-Est de la ville. Cette proximité peut paraître étonnante sachant que Heidelberg Project est né grâce à l’abandon des lieux. Il est pertinent de comprendre le contexte qui a mené à cette situation.

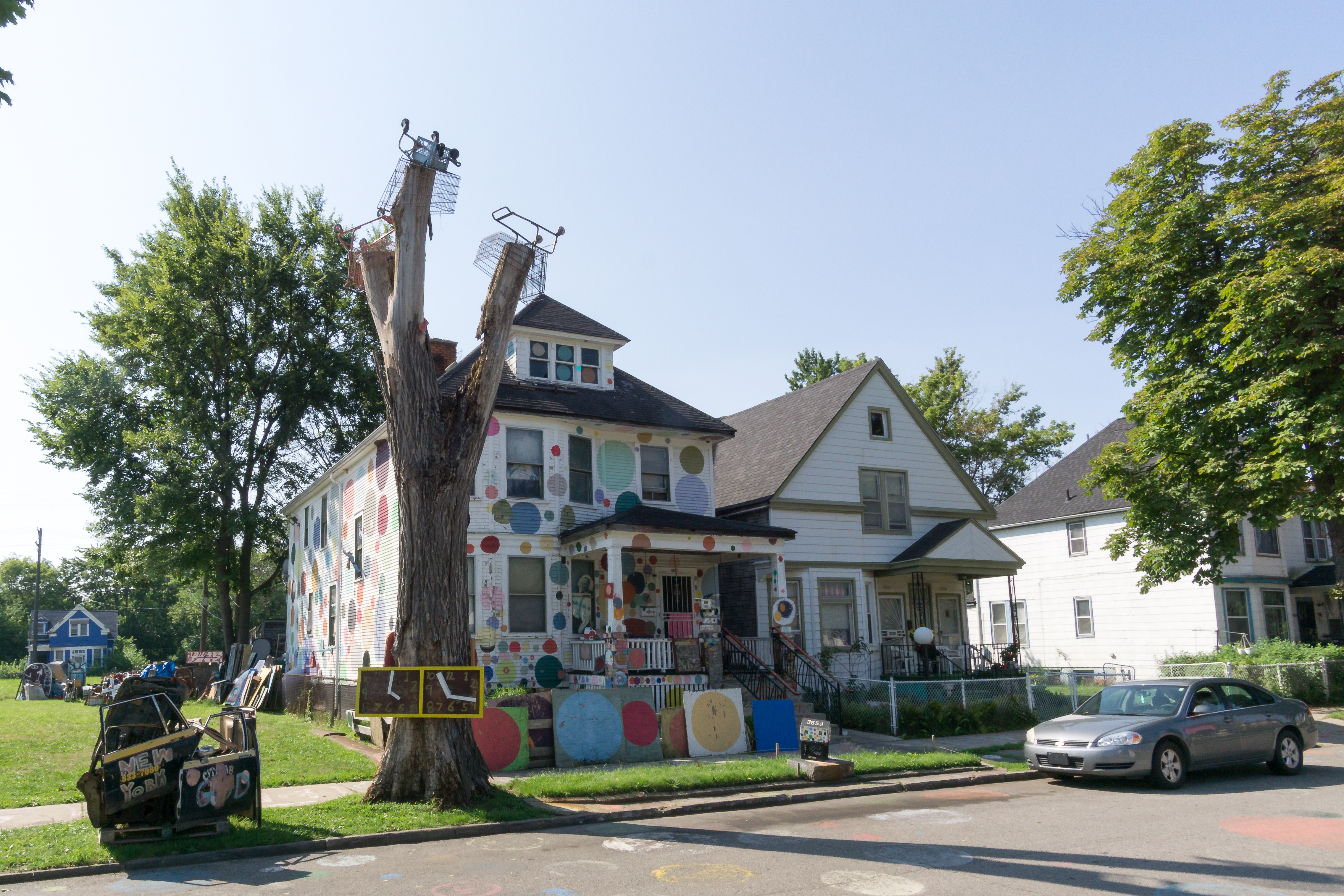

Après avoir vécu une période faste au début du XXe siècle, Détroit connaît une importante crise industrielle dès les années 1930 et atteint son apogée dans les années 1960-1970. À la suite de ce déclin économique accompagné de violentes émeutes raciales et à l’avènement de l’étalement urbain, Détroit a changé de visage. La classe ouvrière majoritairement blanche s’est littéralement « envolée » de certains quartiers centraux de la ville. Ce phénomène a été baptisé « white flight » ou « urban flight ». Ces zones sont alors re-peuplées en partie par une population plus pauvre et généralement afro-américaine qui ne détient pas le même capital que les populations précédentes. Ainsi, ces quartiers dépérissent et se trouvent rapidement dans un état majoritaire d’abandon: plus de 30’000 maisons sont laissées vacantes dans les années 1960.
Détroit a perdu près de 60 % de sa population depuis 1950. La ville est globalement en crise, une ségrégation se met en place entre population blanche qui sort de la ville et noire qui l’investit progressivement. Cela s'observe également à Heidelberg, quartier proche du centre et à forte majorité afro-américaine. 
Cette chute démographique est également accompagnée par une diminution drastique des emplois dans le domaine industriel. Détroit est donc considéré comme une shrinking city en raison de ces éléments, c’est-à-dire une ville en déclin. Ce phénomène est d'ailleurs une des motivations principales de Guyton pour lutter contre la désertion de son quartier par les habitants et les emplois. 
En outre, dans les années 1990, Détroit reçoit un nouveau surnom moins triomphal que le précédent : Murder city. Ce surnom vient du fait que la ville connaît un taux de criminalité qui est l’un des plus importants des USA. Le quartier d’Heidelberg a également subi cette augmentation du crime et en a été victime.

## Origine

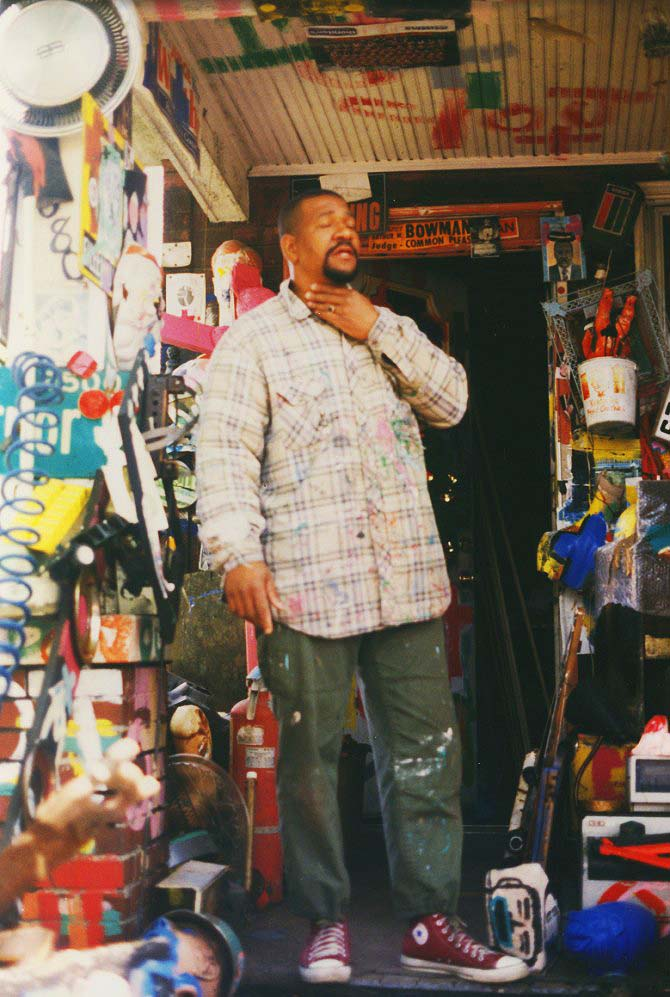
Tyree Guyton

Tyree Guyton est décrit comme étant un artiste urbain. La majorité de ses œuvres se trouvent sous la forme d’installations et de structures, bien qu’il expose également ses tableaux dans plusieurs musées. Il a passé son enfance et a grandi dans le quartier de Heidelberg. C’est également dans cette même ville qu’il a obtenu son diplôme en art au « Center for creative study ».
À la suite de son service militaire, il retourne dans son quartier d’origine et découvre un endroit devenu le théâtre de crimes, de trafic de drogues, de prostitution, de désespoir. L’évolution de cette portion du territoire résonne avec l’évolution de l’entier de la ville de Détroit exposée ci-dessus. C’est dans ce contexte que Tyree Guyton décide de lancer Heidelberg Project en 1986, avec pour but d’améliorer son quartier en le transformant en musée à ciel ouvert. Cette opération est aux yeux de l’artiste un moyen d’attirer l’attention sur la situation d’abandon du quartier ; de redonner de la vie à la fois au quartier mais également à ses habitants. Cette démarche n'avait donc initialement pas de visée fondamentalement économique. En effet, le but  était davantage social, pour les habitants du quartier. Ce rôle se perçoit clairement dans les mots de Guyton : « When you come to the Heidelberg Project, I want you to think—really think! My art is a medicine for the community. You can’t heal the land until you heal the minds of the people ». Les habitants du quartier n’osaient plus sortir de chez eux, le projet a donc pour but de recréer de la confiance et une ambiance agréable. En effet, comme en témoignent les écrits de Deborah Che (2007), « l’art peut servir de catalyseur pour les changements économiques et sociaux ». L’artiste cherche donc à la fois à attirer l’attention sur son quartier et ses habitants via son art, mais également à insuffler un nouvel élan dans le développement de Heidelberg.

## Évolution du projet

### 1986: la naissance d'Heidelberg Project
Tyree Guyton commence à transformer une maison abandonnée en 1986, et continue la métamorphose du quartier en peignant les maisons sur des parcelles appartenant à la ville. Il y ajoute divers objets et crée des sculptures.

### Années 1990: des années de conflit et de nombreuses récompenses
En 1991, le Maire Young affirme que HP ne constitue pas de l’art et ordonne la démolition de quatre maisons en y envoyant des bulldozers,. Cependant, un an après, Guyton reçoit l' « Artist of the Year Award » par le Gouverneur du Michigan. Par la suite, il ne cessera de recevoir des prix et Awards pour son projet qui prend de plus en plus d’envergure. Parmi ces récompenses, on peut notamment compter les 10 Awards reçu en 2000 pour le film documentaire « Come Unto Me : the Faces of Tyree Guyton ». 
En 1995, HP commence à proposer des tours et programmes éducatifs pour des écoles. 
En 1997, le projet reçoit une subvention du Département des Affaires culturelles de Détroit. Cette subvention permet notamment au projet de Guyton de développer un café ainsi qu’un centre d’accueil. En octobre de la même année, des membres du City Council demandent la démolition de HP. 

En 1998, HP est reconnu comme étant la troisième attraction touristique à Détroit avec plus de 275 000 visiteurs par année. Cependant, la ville désire à nouveau démolir le site. Les avocats de HP essayent de faire en sorte que la ville ne puisse pas agir sur le projet. Dans le même temps, certains habitants et fervents supporters du projet se mettent sur le site afin d’empêcher la démolition. Une injonction est alors obtenue du juge en fonction, Juge Morcom, qui empêche toute action de la ville sur HP. Le Juge Morcom n’est pas réélu lors des élections de 1999 et c’est le Juge Hathaway qui reprend le flambeau. Ce dernier abolit l’interdiction de démolition, ce qui génère l’ordre quasi immédiat de la ville de démolir trois maisons,. 

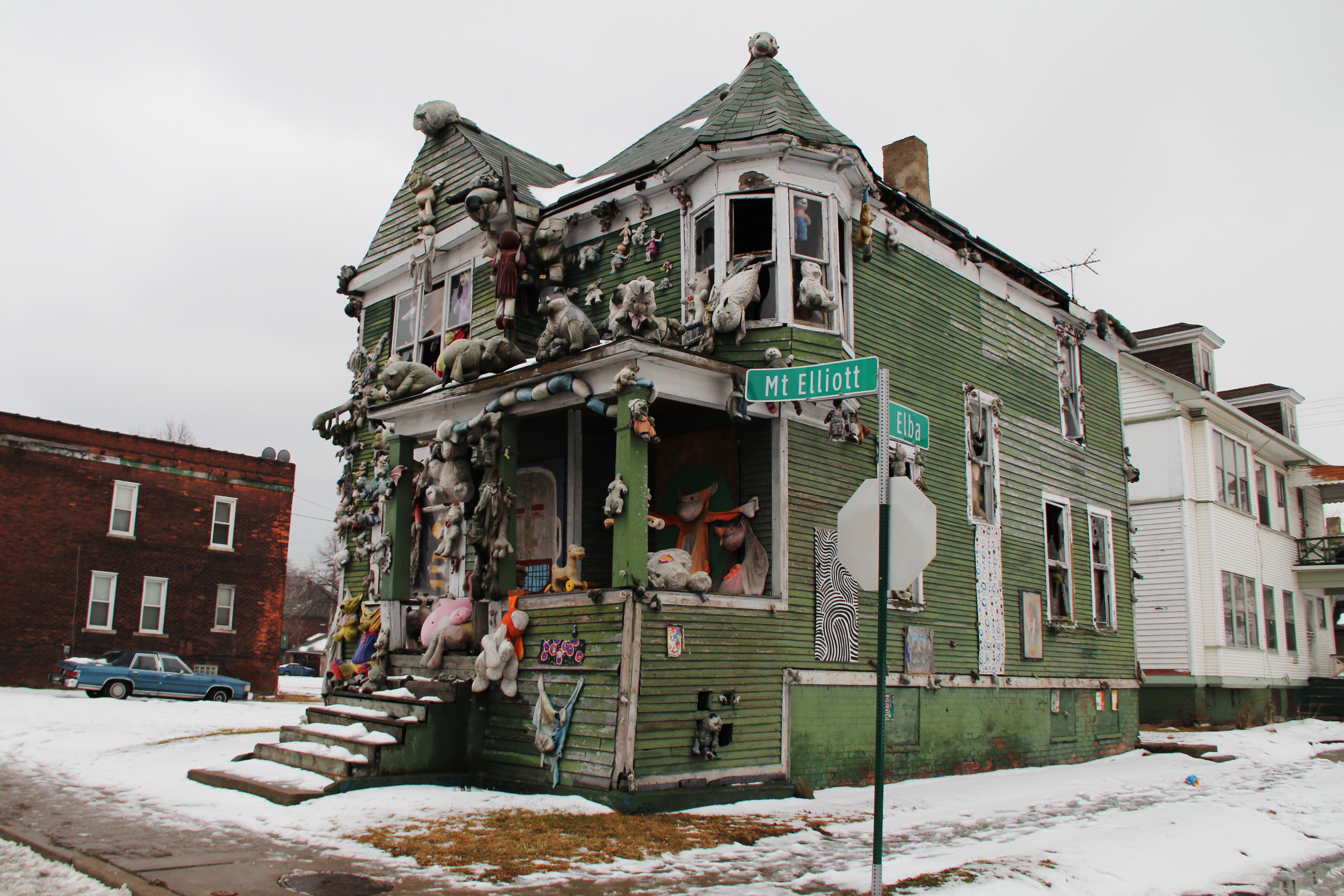
Une des maisons décorées

### Années 2000: nouveau souffle
En 2002, Kwame Kilpatrick est élu maire de Détroit. Ce dernier, contrairement aux précédents maires, est favorable aux projets tels que HP, et cela rassure Guyton.
Cet engouement pour HP n'est pas isolé car entre 2009 et 2013, HP reçoit des fonds et le soutien de plusieurs organismes – tels que Bloomberg Philanthropies, Erb Family Foundation ou Kresge Foundation – et de diverses universités dans lesquelles il expose. 
Ce succès est cependant entaché par des actes de détérioration. En effet, ente 2013 et 2014, HP est sujet à 12 incendies criminels, dont l’auteur reste à ce jour anonyme. 

### Dès 2016: Heidelberg 3.0
HP fête ses 30 ans en 2016 et Guyton pose les jalons d’une nouvelle vision : Heidelberg 3.0, qui demande le démantèlement du projet. Guyton dit : « After 30 years, I’ve decided to take it apart piece-by-piece in a very methodical way, creating new realities as it comes apart. »
Une campagne de collecte de fonds est mise en place pour assurer le futur de HP ainsi qu’une retraite à Guyton. Il sera également question de créer des partenariats avec des entreprises afin d’offrir une nouvelle dynamique au quartier d’Heidelberg.

## Impacts

### Réactions de la communauté

#### Réactions positives
Au fil des années, plusieurs implications des enfants du quartier dans certaines installations ont eu lieu. Cela a fortement favorisé le rapport entre Guyton, son art et les habitants. Par ailleurs, ce sont aussi des étudiants en art qui sont venus s’inspirer et assister Guyton dans la création de ses œuvres. Des designers et artistes, motivés par l’inspiration que leur procurent les œuvres de Guyton, se sont installés dans le voisinage afin d’être plus proches de son art. 
Au-delà de cet attrait artistique, leur relocalisation a aussi été motivée par l’envie d’intégrer la communauté créée autour de Guyton. 
De surcroît, le projet inclut aussi, entre autres, des cours d’arts et des galeries d’expositions. Ce sont même certaines écoles d’art de la ville qui s’associent à l’organisation pour proposer des programmes qui visent à améliorer les compétences artistiques et de leadership au sein de la communauté pour les étudiants. 

#### Réactions négatives
Certains habitants du quartier ne sont pas ravis d’être entourés des œuvres de Guyton. En effet, étant donné que la majorité des matériaux utilisés pour créer ses œuvres sont des éléments recyclés, les habitants affilient cela à des détritus,. Ils ne considèrent pas ses œuvres comme de l’art. Par conséquent, ces habitants mécontents se sont tournés vers la ville afin qu’elle entreprenne des démarches pour détruire les diverses œuvres (voir Evolution du projet).
D’autres habitants sont également gênés par le trafic que cela génère au sein du quartier. En outre, certains ont également exprimé leur lassitude envers les touristes qui se promènent dans le quartier. Ils appréhendent même de marcher dans le secteur au vu du monde qui s’y promènent et ne peuvent plus parquer leurs voitures car toutes les places sont prises par les visiteurs.

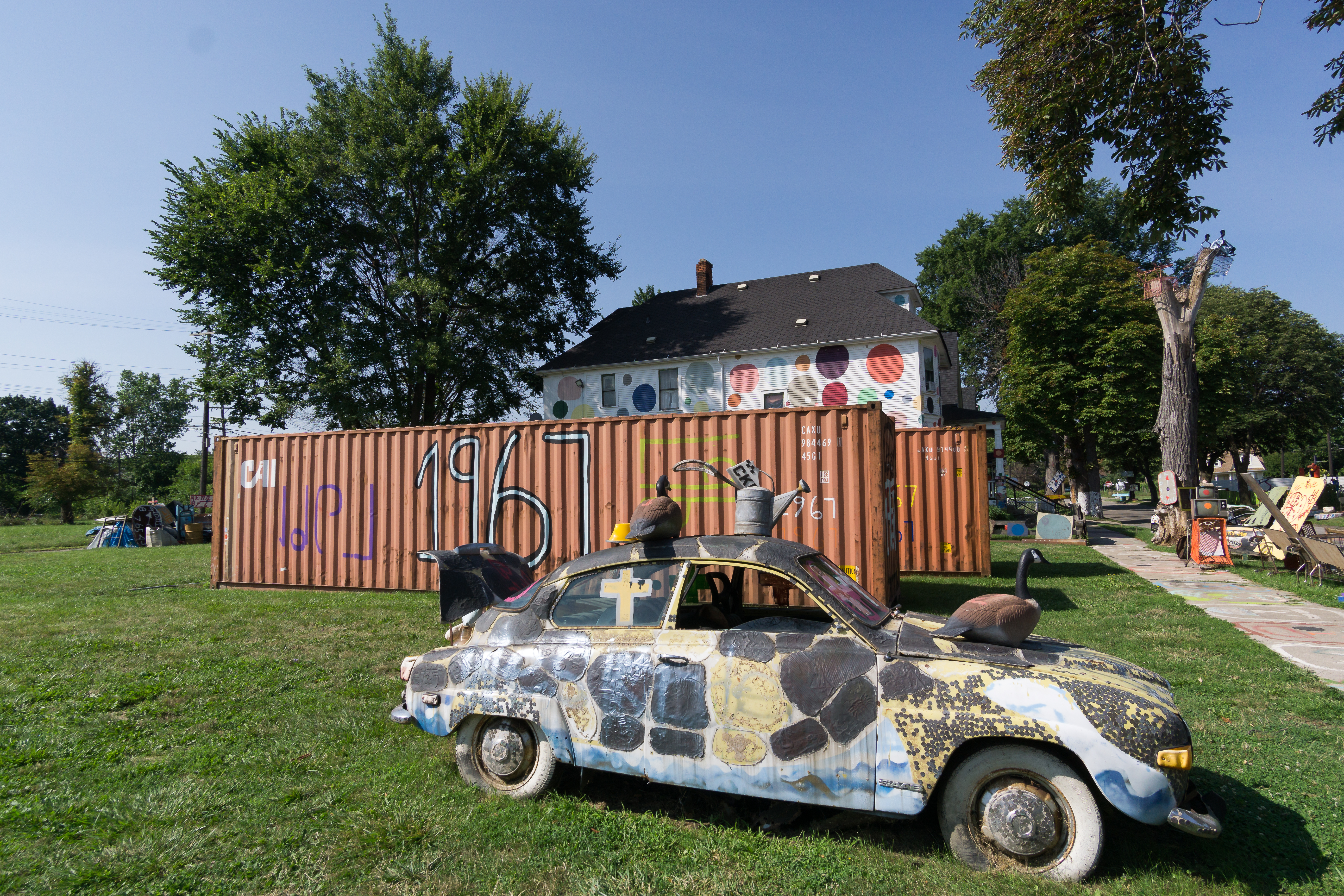
Art du quartier

Aussi, le projet s’inscrit dans un quartier considéré comme largement défavorisé avec un taux de pauvreté élevé. Or, l’afflux de touristes pousse les commerçants à reconsidérer leurs offres afin de coller aux besoins de ces visiteurs. Par conséquent, un phénomène de gentrification tend à s’installer dans le quartier, ce qui aurait comme conséquence d’évincer les populations résidentes actuellement mais également de se détourner de la volonté initiale de redonner la ville à sa communauté.

### Tourisme
Heidelberg Project génère un considérable engouement touristique. En effet, c’est environ 200’000 visiteurs par année qui déambulent dans le quartier. De nombreux tours payants sont organisés par l’organisation et certains offrent la possibilité de s’entretenir avec Guyton en personne. Il est cependant à noter que le quartier se trouve dans une zone peu recommandée pour les touristes, et sur le site de TripAdvisor, il est aisé de recenser un bon nombre de visiteurs qui ont eu une expérience désagréable dans le quartier, notamment des vitres de voiture cassées. 
Le projet attire non seulement les visiteurs initialement venus pour la ville de Détroit et son histoire, mais également des designers et artistes de renoms venus spécifiquement pour visiter Heidelberg Project (voir Impact – Réactions positives). 

## Formes d'urbanisme
Le développement des œuvres dans le quartier peut évoquer l’urbanisme d’austérité,. Ce type d’urbanisme se met en place en réponse notamment à une économie en déclin. Il est caractérisé par des formes urbaines généralement temporaires et à usages provisoires. L'urbanisme d'austérité perçoit la crise non comme un échec mais comme une opportunité afin de se développer autrement. Se développe ainsi l’image de « la ville des possibles », que l’on perçoit, pratique et aménage de manière nouvelle. Les ouvrages urbains sont souvent réalisés par les individus eux-mêmes, proche du terrain et sans l’aide de la ville, qui, faute de moyens financiers, n’investit pas dans ce type de développement. Cela résonne avec le cas de Tyree Guyton à Détroit, ville où les acteurs publics sont peu présents dans l’aiguillage et la réalisation des politiques urbaines. Le projet de Tyree Guyton se place donc à la fois dans un contexte de revalorisation à l’échelle de son quartier, mais également dans un processus de rénovation urbaine à l’échelle de la ville.
L’urbanisme tactique, ou urbanisme DIY, se décrit comme un modèle d’urbanisme alternatif. Il se base sur des conceptions urbaines de petites tailles, éphémères, souvent artistiques, réalisées par les individus et avec un petit budget. Cela peut se retrouver dans le projet de Tyree Guyton, qui a rassemblé des « vêtements usés, du cuir, des chaussures en vinyle » et d'autres objets jetés sur des terrains vacants pour assembler des installations mettant en évidence les vies passées dans les demeures de Détroit. Toutefois, l'éphémérité des installations n’est pas véritable, étant donné que certaines d’entre elles sont en place depuis plus de 30 ans.
L’attention portée sur l’action des individus par l’urbanisme d’austérité se retrouve fortement dans le travail de Tyree Guyton. En effet, il a vu un problème et a agi en fonction ; Heidelberg Project est sa solution, sa protestation artistique face au déclin de son quartier et de sa ville.